# Semplice Linux
Semplice-Linux es una distribución ligera basada en la rama inestable de Debian (Sid), lanzada en octubre de 2013, orientada a recuperar equipos informáticos obsoletos o fuera del mercado. Su última distribución incluye editor de imágenes GNU paint, editor de textos Abiword, reproductor de música Pragha y reproductor de vídeo Mplayer. Hasta la versión 6, las distribuciones habían integrado el navegador web Chromium, pero a partir de la baja en el soporte del plugin de Flash para este navegador, las nuevas versiones de Semplice-Linux vendrán con el fork de Mozilla-Firefox Iceweasel.